# Унечское городское поселение
Уне́чское городское поселение — муниципальное образование в центральной части Унечского района Брянской области. Административный центр — город Унеча.
Образовано в результате проведения муниципальной реформы в 2005 году, путём слияния территории Унечского горсовета и частей Белогорщского и Неждановского сельсоветов.

## Население
| 2009    | 2010    | 2011    | 2012    | 2013    | 2014    | 2015    | 2016    | 2017    |
| ------- | ------- | ------- | ------- | ------- | ------- | ------- | ------- | ------- |
| 26 528  | ↗26 818 | ↘26 751 | ↘26 341 | ↘26 010 | ↘25 529 | ↘25 210 | ↘24 790 | ↘24 524 |
| 2018    | 2019    | 2020    | 2021    |         |         |         |         |         |
| ↘24 114 | ↘23 666 | ↘23 370 | ↗24 738 |         |         |         |         |         |

## Населённые пункты
| № | Населённый пункт | Тип     | Население |
| - | ---------------- | ------- | --------- |
| 1 | Воробьевка       | деревня | ↘114      |
| 2 | Коржовка         | деревня | ↘128      |
| 3 | Нежданово        | деревня | →75       |
| 4 | Слобода-Селецкая | деревня | ↘193      |
| 5 | Трудовик         | посёлок | ↘60       |
| 6 | Унеча            | город   | ↗24 274   |
| 7 | Шевцов           | посёлок | ↘28       |

## Органы власти
Местное самоуправление в муниципальном образовании осуществляется через органы местного самоуправления муниципального образования:
- представительный орган муниципального образования — Унечский городской Совет народных депутатов Унечского района Брянской области;
- глава муниципального образования — Глава города Унеча;
- местная администрация (исполнительно-распорядительный орган муниципального образования) — Унечская городская администрация.